# Saint-Bruno-de-Montarville
Saint-Bruno-de-Montarville – miasto w Kanadzie, w prowincji Quebec, w regionie Montérégie i MRC Longueuil. W 2002 roku zostało włączone do Longueuil, jednak w wyniku referendum z 2004 roku ostatecznie Saint-Bruno-de-Montarville stało się ponownie niezależnym miastem. Pierwszy człon nazwy pochodzi od pobliskiego wzgórza Mont Saint-Bruno, będącego jednym z 9 wzgórz tworzących Collines Montérégiennes.
Liczba mieszkańców Saint-Bruno-de-Montarville wynosi 24 388. Język francuski jest językiem ojczystym dla 84,2%, angielski dla 10,1% mieszkańców (2006).